# روبرت أ. أندروود
روبرت أ. أندروود هو سياسي أمريكي، ولد في 13 يوليو 1948 في Tamuning, Guam ‏ في الولايات المتحدة. نشط حزبياً في الحزب الديمقراطي.

## مناصب
- في انتخابات مجلس النواب الأمريكي 1992 [الإنجليزية]‏، انتخب Non-voting members of the United States House of Representatives [الإنجليزية]‏ عن دائرة Guam's at-large congressional district [الإنجليزية]‏ وقد انضم خلال فترته النيابية [الإنجليزية]‏ (5 يناير 1993 – 3 يناير 1995) للكتلة البرلمانية الحزب الديمقراطي.
- في انتخابات مجلس النواب الأمريكي 1994 [الإنجليزية]‏، انتخب Non-voting members of the United States House of Representatives [الإنجليزية]‏ عن دائرة Guam's at-large congressional district [الإنجليزية]‏ وقد انضم خلال فترته النيابية [الإنجليزية]‏ (4 يناير 1995 – 3 يناير 1997) للكتلة البرلمانية الحزب الديمقراطي.
- في انتخابات مجلس النواب الأمريكي 1996 [الإنجليزية]‏، انتخب Non-voting members of the United States House of Representatives [الإنجليزية]‏ عن دائرة Guam's at-large congressional district [الإنجليزية]‏ وقد انضم خلال فترته النيابية [الإنجليزية]‏ (7 يناير 1997 – 3 يناير 1999) للكتلة البرلمانية الحزب الديمقراطي.
- في انتخابات مجلس النواب الأمريكي 1998 [الإنجليزية]‏، انتخب Non-voting members of the United States House of Representatives [الإنجليزية]‏ عن دائرة Guam's at-large congressional district [الإنجليزية]‏ وقد انضم خلال فترته النيابية (6 يناير 1999 – 3 يناير 2001) للكتلة البرلمانية الحزب الديمقراطي.
- في انتخابات مجلس النواب الأمريكي 2000 [الإنجليزية]‏، انتخب Non-voting members of the United States House of Representatives [الإنجليزية]‏ عن دائرة Guam's at-large congressional district [الإنجليزية]‏ وقد انضم خلال فترته النيابية [الإنجليزية]‏ (3 يناير 2001 – 3 يناير 2003) للكتلة البرلمانية الحزب الديمقراطي.
- انتخب عضو مجلس النواب الأمريكي (3 يناير 1993 – 3 يناير 2003).